# Lauwers (rivière)
Pour les articles homonymes, voir Lauwers.
Le Lauwers (en frison Lauwers, en groningois Laauwers), est un fleuve du nord des Pays-Bas qui forme sur une partie de son cours la frontière entre les provinces de Frise et de Groningue.
Le fleuve a donné son nom à la Lauwerszee historique et à l'actuel Lauwersmeer, où il se jette.

## Cours
Le Lauwers naît au sud-est du village de Surhuisterveen. Entre Gerkesklooster et Stroobos, il croise le Canal de la Princesse Margriet (nom en Frise) / Canal Van Starkenborgh (nom en Groningue).
Le fleuve gagne en importance à partir du confluent avec l'Oude Vaart, au lieu-dit de Schalkendam. Un peu plus loin, le Lauwers se divise en deux branches, l'Oude Lauwers ou Vieux Lauwers côté Frise et le Zijldiep côté Groningue. Ces deux branches se rejoignent un peu au nord de Pieterzijl.
Au nord de Munnekezijl, le fleuve est détourné via le Munnikezijlsterried. Au-delà de Zoutkamp, près de l'écluse frisonne (ou Friese sluis), le Lauwers se jette dans le Lauwersmeer et y rejoint le Reitdiep.

## Le Lauwers dans la Mer des Wadden
Le chenal entre les îles de Schiermonnikoog et de Rottumerplaat s'appelle également Lauwers. On peut le considérer comme la continuation du fleuve dans la Mer des Wadden. Le Lauwers formant la frontière entre les deux provinces, ceci explique que l'île de Schiermonnikoog appartient à la Frise et Rottum à Groningue. Le chenal qui débouche dans le Lauwers au nord de Warffum s'appelle le Zuidoost-Lauwers (Lauwers du sud-est).